# Sabinjani
Sabinjani (Sabini) drevni narod srednje Italije, pripadao je Oskičko-umbrijskoj skupini italskih naroda. U užoj su vezi s ranim Rimom.
Živjeli su u planinskom kraju istočno od rijeke Tiber, sjeverno od Latina i Ekva te južno od Umbra i Picenta. Sabinjani su vjerojatno govorili oskičkim jezikom, glavnim jezikom središnje Italije, i pripadali Sabelijskoj grupi italskih naroda. Vrlo dobro su bili poznati po svojim vjerskim obredima, koji su imali utjecaj na brojne rimske običaje. Moguće je da pripadaju matičnoj grupi Samnita.
Legendarna je priča o otmici Sabinjanki, koju su počinili sljedbenici prvog rimskog kralja Romula. Vjeruje se da su se Sabinjani naselili na brežuljcima Kvirinalu i Eskvilinu i naknadno se spojili s drugim narodima na brežuljku Palatin kako bi oformili Rim. Sabinjane je pokorio rimski general Manije Kurije Dentat 290. godine p.K., a 268. p.K. su im dodijeljena sva rimska građanska prava.

## Rimljani sabinjanskog podrijetla
- Tit Tacije, sabinski kralj (oko 748. pr. Kr.)
- Numa Pompilije, drugi kralj Rima, poslije Romula. Vladao je Rimom od 714. pr. Kr. do svoje smrti 673. pr. Kr.
- Anko Marcije, četvrti rimski kralj
- Sertorije Kvint, rimski zapovjednik
- Apije Klaudije Sabinjanin, osnivač rimskog reda Klaudijevaca
- Salustije, rimski povjesničar i političar
- Marko Terencije Varon, najveći polihistor u rimskoj književnosti, koga je Kvintilijan (X, 1) nazvao "najobrazovanijim od Rimljana" (Romanorum eruditissimus)